# Phoenicurus alaschanicus
El colirrojo de Przewalski (Phoenicurus alaschanicus) es una especie de ave paseriforme de la familia Muscicapidae endémica de China. Su nombre común hace referencia a su descubridor, el naturalista ruso Nikolái Przewalski.

## Distribución y hábitat
Se encuentra únicamente en las zonas semiáridas del interior de China. Su hábitat principal son las zonas de matorral, aunque también puede encontrarse en los bosques. Está amenazado por la pérdida de hábitat.